# Катаяма Укіо
Укіо Катаяма (кит.: 片山 右京; 29 травня 1963, Токіо) — японський автогонщик, учасник чемпіонатів Світу з автоперегонів у класі Формула-1. Чемпіон японської Формули-3000 1991 року. Відомий тим, що через маленький зріст не міг влаштуватися в кокпіті боліда команди «Tyrrell», але був прийнятий за високу швидкість на трасі.
Переніс важке ракове захворювання, працює коментатором на одному з японських телеканалів, активно займається благодійною діяльністю.